# Dussumieria acuta
Dussumieria acuta is een straalvinnige vissensoort uit de familie van haringen (Clupeidae). De wetenschappelijke naam van de soort is voor het eerst geldig gepubliceerd in 1847 door Achille Valenciennes.